# Pray for the Wicked
Pray for the Wicked – szósty studyjny album amerykańskiego zespołu rockowego Panic! at the Disco, wydany 22 czerwca 2018 roku nakładem wytwórni Fueled by Ramen oraz Decaydance. W celu promocji wydawnictwa wydano dwa single „Say Amen (Saturday Night)” i „High Hopes”
Album zadebiutował na pierwszym miejscu notowania Billboard 200, dzięki łącznej sprzedaży 180 000 egzemplarzy w pierwszym tygodniu od premiery, powtarzając tym samym sukces poprzedniego albumu pt. Death of a Bachelor.  W Polsce krążek osiągnął 37 pozycję w notowaniu OLiS.

## Lista utworów
| Nr  | Tytuł utworu                | Autorzy | Produkcja                                | Długość |
| --- | --------------------------- | --- | ---------------------------------------- | ------- |
| 1.  | „(Fuck A) Silver Lining”    | Brendon Urie, Jake Sinclair, Morgan Kibby, Scott Chesak, Johnny Funches, Marvin Junior | J. Sinclair S. Chesak                    | 2:48    |
| 2.  | „Say Amen (Saturday Night)” | Urie, Sinclair, Lauren Pritchard, Sam Hollander, Toby Wincorn, Tom Peyton, Imad Roy El-Amine, Suzy Shinn, Thomas Brenneck, Michael Deller, Daniel Foder, Andrew Greene, Brian Profilio, Jared Tankel, Nathan Abshire | J. Sinclair, Tobias Wincorn, Suzy Shinn  | 3:09    |
| 3.  | „Hey Look Ma, I Made It”    | Urie, Dillon Francis, Michael Angelakos, Hollander, Sinclair, Kibby | J. Sinclair, Francis                     | 2:49    |
| 4.  | „High Hopes”                | Urie, Sinclair, Jenny Owen Youngs, Pritchard, Hollander, William Lobban-Bean, Jonas Jeberg, Taylor Parks, Ilsey Juber                                                                                                | J. Sinclair, Jonas Jeberg, Jonny Coffer  | 3:10    |
| 5.  | „Roaring 20s”               | Urie, Sinclair, Hollander, Kenneth Harris, Youngs, Steph Jones, Benjamin Freedlander, Wincorn, Maynard Ferguson, Gary Lindsay                                                                                        | J. Sinclair, Tobias Wincorn              | 3:06    |
| 6.  | „Dancing's Not a Crime”     | Urie, Sinclair, John Newman, John Hill, Ajay Bhattacharyya, Hollander, Harris, Christopher Bernard Allen | J. Sinclair, ST!NT                       | 3:39    |
| 7.  | „One of the Drunks”         | Urie, Sinclair, @iamchillpill, Alex Goodwin, Hollander, Harris | J. Sinclair, @iamchillpill, MOTIV, Shinn | 3:18    |
| 8.  | „The Overpass”              | Urie, Sinclair, Chesak, Shinn, James Brown, Charles Bobbit, Fred Wesley, Lyn Collins, Kibby | J. Sinclair, S. Chesak                   | 2:57    |
| 9.  | „King of the Clouds”        | Urie, Sinclair, Alex Kresovich, Hollander, Shinn | J. Sinclair, Alex 'AK' Kresovich, Shinn  | 2:40    |
| 10. | „Old Fashioned”             | Urie, Sinclair, Wincorn, Hollander Harris | J. Sinclair, Tobias Wincorn              | 2:46    |
| 11. | „Dying in LA”               | Urie, Sinclair, Mike Viola, Hollander | J. Sinclair                              | 3:49    |
|     |                             | |                                          | 34:11   |

## Notowania i certyfikaty
| Lista przebojów (2018)              | Najwyższa pozycja |
| ----------------------------------- | ----------------- |
| Australia (ARIA Charts)             | 1                 |
| Austria (Ö3 Austria Top 40)         | 3                 |
| Belgia (Ultratop Flandria)          | 10                |
| Belgia (Ultratop Walonia)           | 39                |
| Czechy (ČNS IFPI)                   | 26                |
| Dania (Album Top-40)                | 27                |
| Finlandia (Suomen virallinen lista) | 22                |
| Hiszpania (PROMUSICAE)              | 24                |
| Holandia (MegaCharts)               | 6                 |
| Irlandia (IRMA)                     | 1                 |
| Kanada (Billboard Canadian Albums)  | 1                 |
| Niemcy (Media Control Charts)       | 8                 |
| Norwegia (VG-lista)                 | 14                |
| Nowa Zelandia (Recorded Music NZ)   | 2                 |
| Polska (OLiS)                       | 37                |
| Portugalia (AFP)                    | 23                |
| Stany Zjednoczone (Billboard 200)   | 1                 |
| Szwajcaria (Alben Top 100)          | 13                |
| Szwecja (Sverigetopplistan)         | 27                |
| Węgry (MAHASZ)                      | 23                |
| Wielka Brytania (OCC)               | 2                 |
| Włochy (FIMI)                       | 35                |

| Kraj                     | Certyfikat    | Sprzedaż |
| ------------------------ | ------------- | -------- |
| Kanada (Music Canada)    | Złota płyta   | 40 000+  |
| Stany Zjednoczone (RIAA) | Złota płyta   | 500 000+ |
| Wielka Brytania (BPI)    | Srebrna płyta | 60 000+  |